# Сельское поселение «Молодовское» (Забайкальский край)
Се́льское поселе́ние «Молодовское» — муниципальное образование в Сретенском районе Забайкальского края Российской Федерации.
Административный центр — село Молодовск.

## История
Статус и границы сельского поселения установлены Законом Читинской области от 19 мая 2004 года «Об установлении границ, наименований вновь образованных муниципальных образований и наделении их статусом сельского, городского поселения в Читинской области».

## Население
| 2010 | 2011 | 2012 | 2013 | 2014 | 2015 | 2016 |
| ---- | ---- | ---- | ---- | ---- | ---- | ---- |
| 678  | ↘674 | ↘650 | ↘645 | ↘632 | ↘620 | ↘594 |
| 2017 | 2018 | 2019 | 2020 | 2021 |      |      |
| ↘578 | ↘564 | ↘545 | ↘537 | ↘505 |      |      |

## Состав сельского поселения
| № | Населённый пункт | Тип населённого пункта       | Население |
| - | ---------------- | ---------------------------- | --------- |
| 1 | Ералга           | село                         | ↘10       |
| 2 | Ломы             | село                         | ↘311      |
| 3 | Молодовск        | село, административный центр | ↘217      |